# あんこ百貨店
あんこ百貨店は、全国の和菓子や和スイーツを取り扱う通販サイト兼WEBマガジン。
日本各地の老舗の和菓子や話題の和スイーツのお取り寄せができる。また和菓子、特にあんこについて、漫画やレシピなど、多様なコンテンツ配信を行っている。

## 概要
2017年6月16日、和菓子の日に「和菓子がもっと好きになる」をコンセプトに、日本全国の和菓子や和スイーツを販売するECサイトとしてオープンした。和菓子の商品を販売するだけでなく、WEBマガジンとして、和菓子がもっと好きになるための読み物やオリジナルレシピや漫画、和菓子関連の書籍の紹介などもする。多くの新しい和菓子ファンが誕生し、国内外に和菓子文化がもっと広く深く認知されることをミッションとしている。運営は東京都豊島区池袋に本社を置くRally株式会社。

## リリース
- 2017年6月16日、和菓子の日にオープン[2]。
- 2017年7月31日、「あんこソムリエ[3]」サービスを開始。
- 2017年9月29日、「世界あんこ化計画[4]」を正式発足。
- 2017年10月31日、「薬膳と和菓子」プロジェクトをスタート。

## メディア出演

### テレビ
- すもももももも!ピーチCAFE（読売テレビ、2021年6月19日）

### ラジオ
- STEP ONE（J-WAVE、2017年9月4日）

### WEB
- Precious.jp（小学館、2018年4月4日、あんぱんの日）

### その他（講演、寄稿など）
- 第4回 時をかけるあん、セミナー講演（阪急うめだ本店、2018年10月27日、28日）
- NHK学園、和菓子講座（2018年4月3日、5月8日）
- おいしいマルシェ、寄稿（2018年4月5日～2018年9月3日）